# Jarrett Jack
Jarrett Matthew Jack (Fort Washington, 28 ottobre 1983) è un ex cestista e allenatore di pallacanestro statunitense, che giocava nel ruolo di playmaker.

## Biografia
È il cugino del playmaker Chris Duhon, ritiratosi nel 2013.

## Carriera

### High school
Crescendo, Jarrett Jack ha frequentato quattro diverse high schools: DeMatha Catholic High School e St. Vincent Pallotti High School, nel Maryland; Mount Zion Christian Academy, in Carolina del Nord, e Worcester Academy, nel Massachusetts.

### College (2002-2005)
Dopo l'high school, frequenta Georgia Tech, ad Atlanta (Georgia), entrando nella squadra di basket dell'università. Da sophomore, aiuta la sua squadra a raggiungere le finali NCAA 2005, con 12,5 punti e 5,1 assist di media. Nel suo ultimo anno a Georgia Tech totalizza 15,5 punti, 4,8 rimbalzi e 4,5 assist di media.

### NBA (2005-2018)

#### Portland Trail Blazers (2005-2008)
Decide di dichiararsi eleggibile per il Draft NBA 2005, durante il quale viene selezionato dai Denver Nuggets con la 22ª scelta; nella notte nel draft, viene ceduto dai Nuggets ai Portland Trail Blazers in cambio di Linas Kleiza e Ricky Sánchez - rispettivamente 27ª e 35ª scelta dei Blazers.

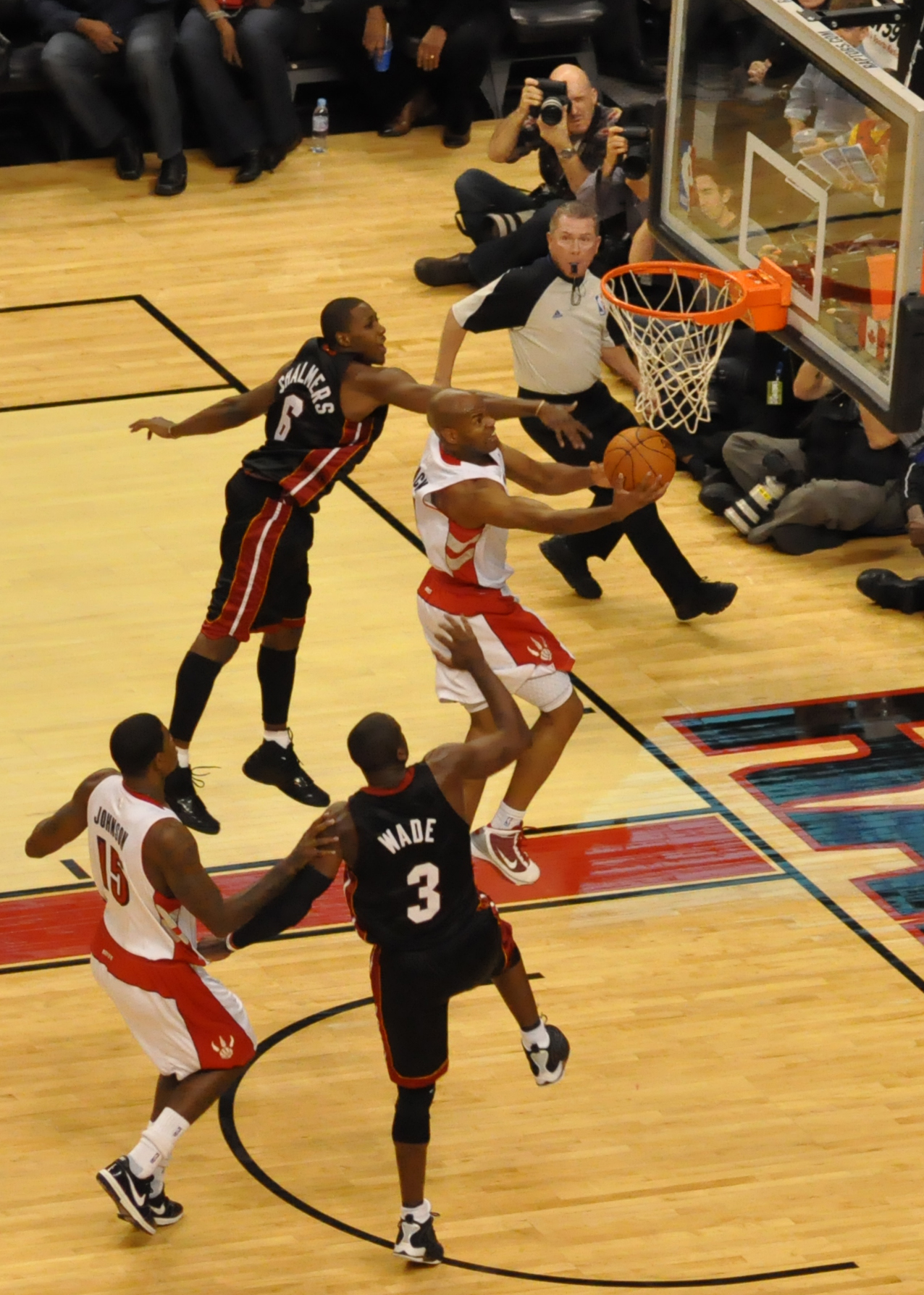
Jack in maglia Raptors contro i Miami Heat.

Da rookie, non trovò molto spazio nella stagione 2005-06, a causa della presenza nel suo ruolo di Steve Blake e Sebastian Telfair, i quali vennero coinvolti, durante l'estate 2006, in un maxi-scambio che li portò uno a Milwaukee e l'altro a Boston. Così, in loro assenza, coach McMillan lo schierò come playmaker titolare: le cifre di Jarrett crebbero vertiginosamente, portandolo a 12 punti di media, col 35% da tre e l'87% ai liberi. Nella stagione successiva, con il ritorno di Blake, Jack ritornò al ruolo di sesto uomo, comportandosi molto bene quando chiamato in causa.

#### Indiana Pacers (2008-2009)
In occasione del Draft NBA 2008, venne coinvolto in una trade fra Blazers e Pacers, con la quale lui, la 13ª scelta del draft Brandon Rush e Josh McRoberts passano ad Indiana, mentre l'11ª scelta Jerryd Bayless ed Ike Diogu vanno a Portland.

#### Toronto Raptors (2009-2010)
Diventato free agent, il 13 luglio 2009 riceve un'offerta di contratto da parte dei Toronto Raptors, che i Pacers decidono di non pareggiare, lasciando così il via libera al trasferimento in Canada.
Ai Raptors gioca tutte le 82 partite, ma solo 43 da titolare in quanto si alterna con José Calderón.

#### New Orleans Hornets (2010-2012)

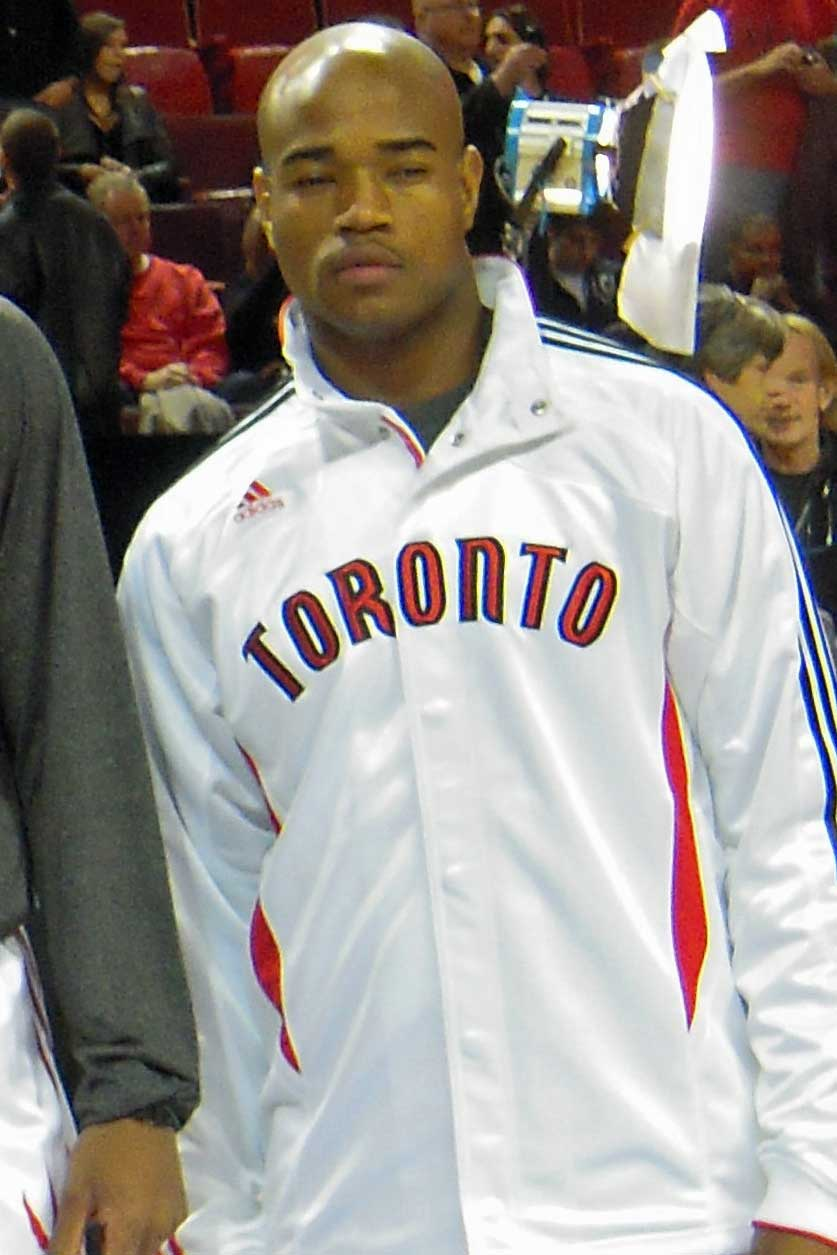
Jarrett Jack con la felpa dei Toronto Raptors. A sinistra invece c'è il braccio di DeMar DeRozan.

Il 20 novembre 2010 dopo aver disputato 13 partite (tutte da titolare) con i Raptors viene ceduto dalla franchigia canadese ai New Orleans Hornets, insieme ai compagni David Andersen e Marcus Banks, in cambio di Predrag Stojaković e Jerryd Bayless.
Nel primo anno a New Orleans Jack giocò da guardia a fianco di Chris Paul nel back-court. Jack in tutto l'anno si dimostrò uno stakanovista in quanto disputò ben 83 partite in tutta la stagione.
Nei play-off giocò tutte le 6 partite della squadra subentrando dalla panchina a CP3. La squadra viene eliminata nel primo turno dei play-off dai Los Angeles Lakers campioni in carica (che a fine anno non si riconfermeranno dato che alle semifinali verranno eliminati dai Dallas Mavericks futuri campioni) perdendo la serie per 4-2.
Nella stagione successiva, a seguito della controversa cessione di Chris Paul (il giocatore avrebbe dovuto andare ai Los Angeles Lakers, ma alla fine dato che l'all'epoca proprietario della NBA David Stern fermò la trattativa, Paul finì per andare ai Los Angeles Clippers), Jarrett diventa il playmaker titolare della squadra. Tuttavia in quella stagione Jarrett disputa solo 45 partite per via di problemi fisici.

#### Golden State Warriors (2012-2013)
Nell'estate 2012 passò ai Golden State Warriors in una trade a tre squadre che vide coinvolti anche i Philadelphia 76ers.
La squadra terminò sesta nella graduatoria della Western Conference.  Nei play-off gli Warriors eliminano i Denver Nuggets al primo turno vincendo la serie per 4-2, ma col medesimo risultato perderanno la serie contro i San Antonio Spurs in semifinale di Conference.
Jack con la franchigia della baia disputò un'ottima stagione, finendo terzo nelle votazioni per il premio di Sixth Man Of The Year dietro al vincitore del premio J.R. Smith (all'epoca giocatore dei New York Knicks) e Jamal Crawford (dei Los Angeles Clippers).

#### Cleveland Cavaliers (2013-2014)
Il 13 luglio 2013 firmò con i Cleveland Cavaliers.
Con la franchigia dell'Ohio lui disputò 80 partite, di cui 31 da titolare in quanto lui fu la riserva di Kyrie Irving.
A fine anno la squadra si classificò decima nella Eastern Conference con un record di 33-49 senza quindi raggiungere i playoffs.

#### Brooklyn Nets (2014-2016)

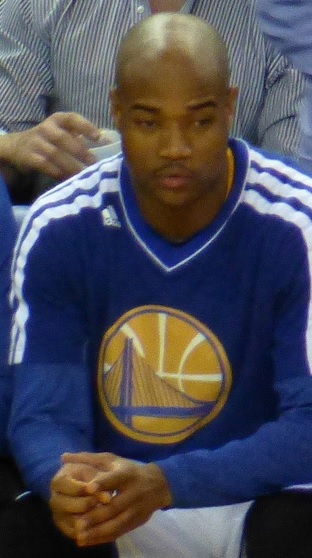
Jack in panchina a Golden State

L'11 luglio 2014 venne ceduto dai Cavaliers ai Brooklyn Nets in una trade a tre squadre che vide coinvolte anche i Boston Celtics.
Nella stagione 2014-15 fu la riserva di Deron Williams. A fine stagione i Nets arrivarono ottavi nonostante un record negativo di 38 vittorie e 44 sconfitte (pari a quello degli Indiana Pacers), centrando così la qualificazione ai play-off, dove la squadra perse per 4-2 la serie contro gli Atlanta Hawks arrivati a sorpresa primi a est davanti ai Cleveland Cavaliers di LeBron James (che tuttavia distruggeranno gli Hawks con un netto 4-0 nelle finali di Conference).
Tuttavia nella stagione successiva le cose cambiarono radicalmente per i Nets che volevano rifondare: in estate Deron Williams dopo aver rescisso il contratto che lo legava ai Nets passò ai Dallas Mavericks, mentre Mason Plumlee fu ceduto via trade ai Portland Trail Blazers la notte del Draft 2015.
Jack diventò così il titolare della squadra, ma soltanto fino al 4 Gennaio 2016, dato che Jack subì un infortunio grave al crociato anteriore che lo costrinse a fargli saltare tutto il resto della stagione. Le cose non andarono affatto bene per la squadra che terminò penultima nella Eastern Conference con un record di 21 vittorie e 61 sconfitte.
Il 30 giugno 2016, nonostante il suo contratto scadesse nel 2017 venne tagliato dai Nets.

#### Parentesi agli Atlanta Hawks (2016)
Il 16 luglio 2016 firmò un contratto annuale al minimo salariale con gli Atlanta Hawks.
Però, a causa del mancato recupero dall'infortunio che fu la causa del mancato impiego di Jack durante la pre-season da parte degli Atlanta Hawks il 21 ottobre 2016 venne tagliato.

#### Ritorno a New Orleans (2017)
Il 24 febbraio 2017 firmò un contratto di 10 giorni con i New Orleans Pelicans, tornando così a giocare nella squadra della Louisiana dopo 5 anni dall'ultima volta (in cui la squadra si chiamava ancora New Orleans Hornets). Il 3 marzo subì un infortunio al menisco che fece sì che i Pelicans non gli rinnovarono ulteriormente il suo contratto, scaduto il giorno successivo.

#### Rilancio a New York e secondo ritorno a New Orleans (2017-2018)
Il 16 settembre 2017 firmò con i New York Knicks. A New York Jack si rilanciò dopo gli ultimi anni di infortuni giocando spesso da titolare e andando in alcuni casi anche in doppia cifra nei punti.
Il 20 settembre 2018 fece il suo secondo ritorno ai New Orleans Pelicans, che tuttavia lo tagliarono il 13 ottobre poco prima che iniziasse la stagione.

### Sioux Falls Skyforce (2019-2020)
Il 6 marzo 2019 si accasò in G-League ai Sioux Falls Skyforce.

## Statistiche
| * | Primo nella lega |

### NCAA
| Anno      | Squadra               | PG  | PT  | MP   | TC%  | 3P%  | TL%  | RP  | AP  | PRP | SP  | PP   |
| --------- | --------------------- | --- | --- | ---- | ---- | ---- | ---- | --- | --- | --- | --- | ---- |
| 2002-2003 | Georgia T. Yel. Jack. | 31  | 31  | 31,7 | 45,5 | 28,3 | 70,3 | 3,5 | 5,9 | 1,6 | 0,1 | 9,5  |
| 2003-2004 | Georgia T. Yel. Jack. | 38  | 38  | 30,9 | 45,6 | 31,6 | 80,2 | 4,9 | 5,6 | 2,0 | 0,1 | 12,5 |
| 2004-2005 | Georgia T. Yel. Jack. | 32  | 31  | 34,1 | 51,4 | 44,2 | 86,6 | 4,8 | 4,5 | 1,8 | 0,1 | 15,5 |
| Carriera  | Carriera              | 101 | 100 | 32,2 | 47,8 | 35,9 | 79,6 | 4,5 | 5,4 | 1,8 | 0,1 | 12,5 |

#### Massimi in carriera
- Massimo di punti: 29 vs Kansas (28 marzo 2004)[21]
- Massimo di rimbalzi: 12 vs Florida State (6 marzo 2004)
- Massimo di assist: 12 vs Arkansas-Pine Bluff (23 novembre 2002)
- Massimo di palle rubate: 7 vs NC State (14 marzo 2003)
- Massimo di stoppate: 1 (11 volte)
- Massimo di minuti giocati: 43 vs Wake Forest (27 gennaio 2005)

### NBA

#### Regular season
| Anno      | Squadra             | PG  | PT  | MP   | TC%  | 3P%  | TL%  | RP  | AP  | PRP | SP  | PP   |
| --------- | ------------------- | --- | --- | ---- | ---- | ---- | ---- | --- | --- | --- | --- | ---- |
| 2005-2006 | Portland T. Blazers | 79  | 4   | 20,2 | 44,2 | 26,3 | 80,0 | 2,0 | 2,8 | 0,5 | 0,0 | 6,7  |
| 2006-2007 | Portland T. Blazers | 79  | 79  | 33,6 | 45,4 | 35,0 | 87,1 | 2,6 | 5,3 | 1,1 | 0,1 | 12,0 |
| 2007-2008 | Portland T. Blazers | 82  | 16  | 27,2 | 43,1 | 34,2 | 86,7 | 2,9 | 3,8 | 0,7 | 0,0 | 9,9  |
| 2008-2009 | Indiana Pacers      | 82  | 53  | 33,1 | 45,3 | 35,3 | 85,2 | 2,8 | 4,1 | 1,1 | 0,2 | 13,1 |
| 2009-2010 | Toronto Raptors     | 82  | 43  | 27,4 | 48,1 | 41,2 | 84,2 | 2,7 | 5,0 | 0,7 | 0,1 | 11,4 |
| 2010-2011 | Toronto Raptors     | 13  | 13  | 26,7 | 39,3 | 16,7 | 87,0 | 3,2 | 4,5 | 1,1 | 0,0 | 10,8 |
| 2010-2011 | N.O. Hornets        | 70  | 2   | 19,6 | 41,2 | 34,5 | 84,5 | 1,9 | 2,6 | 0,6 | 0,1 | 8,5  |
| 2011-2012 | N.O. Hornets        | 45  | 39  | 34,0 | 45,6 | 34,8 | 87,2 | 3,9 | 6,3 | 0,7 | 0,2 | 15,6 |
| 2012-2013 | G.S. Warriors       | 79  | 4   | 29,7 | 45,2 | 40,4 | 84,3 | 3,1 | 5,5 | 0,8 | 0,1 | 12,9 |
| 2013-2014 | Cleveland Cavaliers | 80  | 31  | 28,2 | 41,0 | 34,1 | 83,9 | 2,8 | 4,1 | 0,7 | 0,3 | 9,5  |
| 2014-2015 | Brooklyn Nets       | 80  | 27  | 28,0 | 43,9 | 26,7 | 88,1 | 3,1 | 4,7 | 0,9 | 0,2 | 12,0 |
| 2015-2016 | Brooklyn Nets       | 32  | 32  | 32,1 | 39,1 | 30,4 | 89,3 | 4,3 | 7,4 | 1,1 | 0,2 | 12,8 |
| 2016-2017 | N.O. Pelicans       | 2   | 0   | 16,5 | 66,7 | 0,0  | 100  | 0,0 | 2,5 | 1,0 | 0,0 | 3,0  |
| 2017-2018 | N.Y. Knicks         | 62  | 56  | 25,0 | 42,7 | 29,1 | 84,0 | 3,1 | 5,6 | 0,6 | 0,1 | 7,5  |
| Carriera  | Carriera            | 867 | 399 | 27,8 | 44,0 | 34,3 | 85,5 | 2,9 | 4,6 | 0,8 | 0,1 | 10,8 |

#### Play-off
| Anno     | Squadra       | PG | PT | MP   | TC%  | 3P%  | TL%  | RP  | AP  | PRP | SP  | PP   |
| -------- | ------------- | -- | -- | ---- | ---- | ---- | ---- | --- | --- | --- | --- | ---- |
| 2011     | N.O. Hornets  | 6  | 0  | 18,5 | 35,3 | 0,0  | 68,8 | 2,5 | 2,2 | 0,2 | 0,2 | 5,8  |
| 2013     | G.S. Warriors | 12 | 4  | 35,5 | 50,6 | 29,2 | 89,6 | 4,4 | 4,7 | 0,9 | 0,3 | 17,2 |
| 2015     | Brooklyn Nets | 6  | 0  | 25,5 | 51,9 | 33,3 | 100* | 4,2 | 4,5 | 1,2 | 0,2 | 12,3 |
| Carriera | Carriera      | 24 | 4  | 28,8 | 48,8 | 27,3 | 87,0 | 3,9 | 4,0 | 0,8 | 0,3 | 13,1 |

#### Massimi in carriera
- Massimo di punti: 35 vs Toronto Raptors (30 gennaio 2015)[22]
- Massimo di rimbalzi: 10 (2 volte)
- Massimo di assist: 14 (2 volte)
- Massimo di palle rubate: 5 vs New Orleans Hornets (10 dicembre 2012)
- Massimo di stoppate: 3 (3 volte)
- Massimo di minuti giocati: 52 vs Toronto Raptors (30 gennaio 2015)

### G League
| Anno      | Squadra           | PG | PT | MP   | TC%  | 3P%  | TL%  | RP  | AP  | PRP | SP  | PP   |
| --------- | ----------------- | -- | -- | ---- | ---- | ---- | ---- | --- | --- | --- | --- | ---- |
| 2018-2019 | S. Falls Skyforce | 1  | 1  | 29,3 | 52,9 | 33,3 | 100  | 5,0 | 7,0 | 1,0 | 0,0 | 21,0 |
| 2019-2020 | S. Falls Skyforce | 25 | 20 | 24,5 | 51,5 | 30,2 | 93,8 | 3,2 | 5,1 | 0,7 | 0,1 | 15,6 |
| 2020-2021 | G League Ignite   | 15 | 4  | 24,8 | 42,4 | 35,7 | 81,8 | 3,0 | 4,2 | 0,9 | 0,1 | 8,9  |
| Carriera  | Carriera          | 41 | 25 | 24,7 | 49,0 | 32,7 | 91,8 | 3,2 | 4,8 | 0,8 | 0,1 | 13,2 |